# Bodensicht

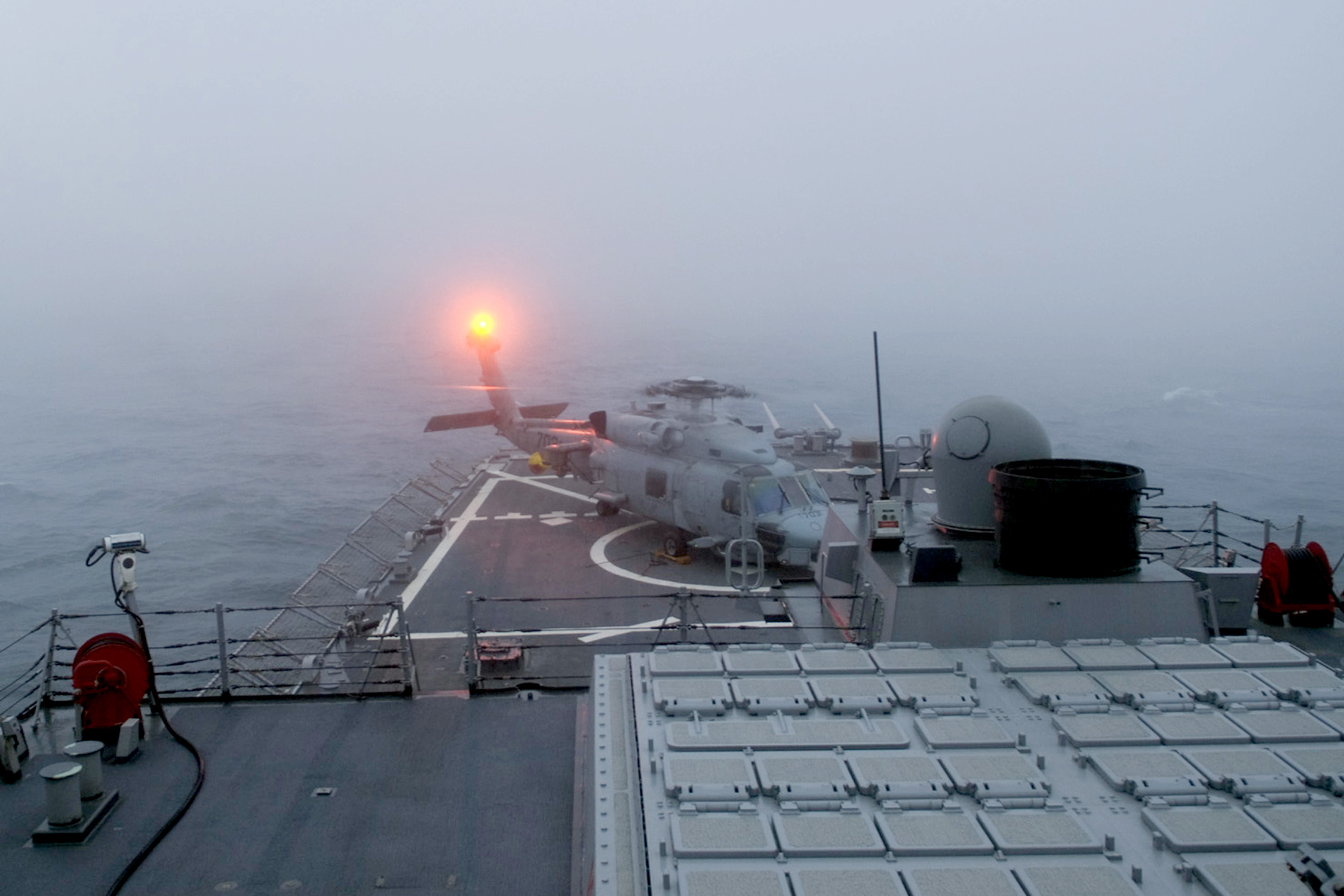
Flugdeck der John S. McCain bei schlechter Bodensicht

Als Bodensicht (englisch: ground visibility) wird in der Luftfahrt die horizontale Sicht auf einem Flugplatz bezeichnet. Nach deutschem Recht muss diese Sichtweite von einer amtlich dazu beauftragten Person oder einem automatischen System festgestellt werden.
Als Sicht wird die durch Augenbeobachtung gewonnene, größte Entfernung bezeichnet, in der ein schwarzer Gegenstand geeigneter Größe (am Boden) bei Tageslicht gegen den Horizont gesehen und erkannt werden kann oder in der Nacht gesehen und erkannt werden könnte, wenn die allgemeine Beleuchtungsstärke auf das normale Tageslichtniveau angehoben würde.
Mit „Sichtweite“ wird ein instrumentell gemessener Wert bezeichnet (s. Handbuch Flugwetterdienste - Band Tech, S. 15).
Im Gegensatz dazu versteht man unter Flugsicht (englisch: flight visibility) die Sicht in Flugrichtung aus dem Cockpit eines im Flug befindlichen Luftfahrzeugs. Der Begriff Erdsicht bezeichnet die vertikale Sicht aus dem Cockpit zum Erdboden.